# کالامار (بولیوار)
کالامار (بولیوار) (به اسپانیایی: Calamar, Bolívar) یک سکونتگاه مسکونی در کلمبیا است که در بخش بولیوار، کلمبیا واقع شده‌است.

## خصوصیات
کالامار ۲۱٬۱۲۸ نفر جمعیت دارد.